# Université Saint Charles Lwanga de Sarh
Pour les articles homonymes, voir UCL.
 (juillet 2025).
 (décembre 2024).
L'université Saint Charles Lwanga de Sarh est une université située à Sarh, au Tchad. C'était l'initiative de l’association des anciens élèves du lycée Charles Lwanga de Sarh. Créée sous le décret no 704/PR/PM/MESRI/SEESRI/SG/DGSRI/DES/2017, son programme est sous système LMD[Quoi ?].